# SK-NUTS
SK-NUTS je zkratka pro normalizovanou klasifikaci územních celků ve Slovenské republice pro potřeby statistického úřadu a Eurostatu.
Zapadá do širší klasifikace NUTS v rámci Evropské unie.
Každý slovenský kraj, okres či obec má v SK-NUTS jedinečný kód, který začíná písmeny SK (udávajícími, že jde o území na Slovensku) a pokračuje číslicemi. Kódy sestávající ze dvou písmen a tří číslic určují jednotlivé kraje. Delší kódy určují okresy a obce, přičemž prvních pět znaků kódu obce odpovídá kódu kraje, ve kterém se obec nachází.
Pro regionální jednotky (území, oblast, kraj) se v rámci SK-NUTS užívá slovenský název regionálna štatistická územná jednotka (RŠÚJ) – RŠÚJ 1, RŠÚJ 2 a RŠÚJ 3. Statistické jednotky NUTS 4 (okres) a NUTS 5 (obec) byly převedeny na LAU 1, LAU 2 a je pro ně užíván slovenský název lokálna štatistická územná jednotka – LŠÚJ 1, LŠÚJ 2.

## Jednotky SK-NUTS
| RŠÚJ 1              | RŠÚJ 1 | RŠÚJ 2                  | RŠÚJ 2 | RŠÚJ 3               | RŠÚJ 3 |
| území               | kód    | oblast                  | kód    | kraj                 | kód    |
| ------------------- | ------ | ----------------------- | ------ | -------------------- | ------ |
| Slovenská republika | SK0    | RŠÚJ Bratislavský kraj  | SK01   | Bratislavský kraj    | SK010  |
| Slovenská republika | SK0    | RŠÚJ Západné Slovensko  | SK02   | Trnavský kraj        | SK021  |
| Slovenská republika | SK0    | RŠÚJ Západné Slovensko  | SK02   | Trenčínský kraj      | SK022  |
| Slovenská republika | SK0    | RŠÚJ Západné Slovensko  | SK02   | Nitranský kraj       | SK023  |
| Slovenská republika | SK0    | RŠÚJ Stredné Slovensko  | SK03   | Žilinský kraj        | SK031  |
| Slovenská republika | SK0    | RŠÚJ Stredné Slovensko  | SK03   | Banskobystrický kraj | SK032  |
| Slovenská republika | SK0    | RŠÚJ Východné Slovensko | SK04   | Prešovský kraj       | SK041  |
| Slovenská republika | SK0    | RŠÚJ Východné Slovensko | SK04   | Košický kraj         | SK042  |